# Couleuvre
Couleuvre là một xã ở tỉnh Allier thuộc miền trung nước Pháp.